# 아기스 2세
아기스 2세(고대 그리스어: Ἄγις, 라틴어: Agis II - 기원전 401년 / 기원전 400년, 재위 : 기원전 427년 – 기원전 401년 / 기원전 400년)는 스파르타 에우리폰 왕조의 왕이었다. 아기스 2세는 선왕 아르키다모스 2세와 첫 부인 사이에 태어난 맏아들이며, 후대의 왕 아게실라오스 2세와는 이복동생이다. 그는 아기스 왕조의 공동통치자인 파우사니아스와 함께 통치를 하였고 아르키다모스 사후 펠로폰네소스 전쟁을 이끌었다.

## 펠로폰네소스 전쟁
기원전 426년 여름, 아기스는 아티카에 침공하기 위해 코린토스 지협 근처까지 펠로폰네소스 군과 동맹군을 이끌고 있지만, 그들이 떠나고 나서 바로 일어난 지진에 의해 진군이 막혔다. 이듬해 봄에 다시 그는 아티카까지 군대를 이끌고 갔지만, 피로스 전투에서 패배를 당했고, 15일 후에 떠났다.
기원전 421년의 니키아스 평화조약으로 스파르타와 아테네와의 전쟁은 일단락되었다. 양국은 직접 창을 겨누지는 않았지만, 다른 나라의 상대편 진영에서 적대행위를 돕는 냉전과 같은 상태가 되었다. 기원전 419년에 알키비아데스의 선동으로 아르고스가 스파르타의 동맹국 에피다우로스를 공격했다. 스파르타 전군을 이끌던 아기스는 곧바로 출발해 국경 도시 레우크트라(보이오티아의 레우크트라가 아니라 스파르타 북서쪽의 땅)를 침공했지만, 국경을 넘어갈 때 희생의식에서 불길한 점괘가 나왔기 때문에 스파르타 군은 귀국하였고, 동맹군에게는 장래에 재출병할 것이니 대비하라고 알렸다.
이듬해 기원전 418년 여름, 전년에 아르고스의 공격을 받은 에피다우로스를 위해 아기스는 헤일로타이와 스파르타의 동맹국을 포함한 전체 전력으로 아르골리스로 진격하였다. 그들은 진격해 온 아르고스 군을 삼면에서 포위하는 압도적인 우위 상황에 섰다. 그러나 양군이 창을 맞대기 전에 아르고스의 장군 트라실로스와 스파르타의 외국 대표인 알키프론 두 사람이 아기스에게로 가서 강화를 신청했고, 아기스는 상층부의 지도자들과 상의를 하여 4개월 휴전 조약을 체결했다. 그는 마음만 먹으면 아르고스를 쓰러뜨릴 수 있다고 여겨 기회를 놓쳤다. 또한 이후 아르고스가 아르카디아의 올코메노스를 공격하여 점령하자 그는 큰 비난을 받았고, 그의 집을 부수고 100,000 드라크마의 벌금을 부과하자고 논의되었다. 아기스는 이후 전장에서 보상을 갚겠다고 약속했기 때문에 사람들은 10명의 스파르타 인으로 구성된 위원을 임명하여 그들의 승인없이 군대를 도시 밖으로 출병할 수 없도록 했다. 직후 그들은 테게아로부터 증원군을 받지 못하면, 아르고스에게 친스파르타 파벌이 항복할 것이라는 첩보를 받았으며, 아기스는 스파르타 전군을 이끌고 테게아로 즉각 향했다. 그는 테게아를 재수복하고, 만티네이아로 진군해 갔다. 수로를 만티네이아 육지 쪽으로 전환시켜 홍수를 지게 만듦으로써, 만티네이아와 아테네 군을 지상으로 끌어내는데 성공했다. 이후 전투가 벌어졌고, 스파르타는 승리를 거두었다. 만티네이아 전투는 그리스 도시 국가들 간에 벌어진 전투 중 가장 중요한 전투로 여겨진다.
기원전 417년, 아르고스의 공화국파가 친 스파르타의 과두파를 습격해 그들로부터 정권을 탈취했다. 공화국파는 스파르타군의 내습에 대비해 장성을 구축하고, 아테네와 손을 잡고자 했다. 아기스의 지휘 하에 스파르타 동맹군과 함께 아르고스로 향했다. 그들은 아르고스를 함락시키는 못했지만, 해안까지 확장해 놓은 장성을 파괴하고 히시아이를 점령하여 자유민을 몰살시켰다. 기원전 413년 봄, 스파르타에 망명해 온 알키비아데스의 제안으로 아기스는 아티카의 데켈리아에 군사를 동원하여그곳에 요새를 구축했다. 그때까지 아테네는 단발적으로 펠로폰네소스 군의 침공을 받을 뿐이었는데, 이로 인해 지속적인 위협과 피해를 받게 되었다. 그해 겨울, 아테네의 시켈리아 원정 실패에 소식이 그리스에 알려졌다. 그는 북쪽으로 진군하여 스파르타 동맹군에게 함대를 재건한다는 목적으로 헌금을 걷으려 했다. 반면, 그는 데켈리아에서 스파르타 민회와는 별개인양 행동했으며, 보이오티아나 다른 스타르타 동맹국 같이 아테네 동맹에서 이탈한 동맹국들로부터 특사를 접견했다. 그는 펠로폰네소스 전쟁이 끝날 때까지 데켈리아에 머물렀던 것처럼 보인다.
기원전 411년, 아테네 400인회의 집권 시기에 아테네는 강화를 신청했지만, 실패로 돌아갔다. 전통적으로 민주정이었던 아테네가 수립된지 얼마 되지도 않은 과두정권에 의해 안정되었을 것이라고 믿지 않았고 데켈레아를 향해 군을 이끌고 가 동요하는 아테네를 함락시키려 했다. 그러나 그의 예상은 어긋났고, 결국 빈손으로 돌아왔다. 이 후 다시 400인회는 아기스에 강화 사절을 보내왔다. 그제서야 그는 강화를 받아들였고, 그의 권유로 400인회는 스파르타 본국에 사절을 보냈다.
기원전 405년, 스파르타의 제독 리산데르가 아테네 해군을 아이고스포타모이 근처에서 물리쳤고, 아테네를 포위했다. 이듬해 기원전 404년 아테네가 스파르타에 항복하면서 스파르타는 아테네에 과두정권 30인 정권을 만들고 아기스는 데케레이아를 철수했다.

## 전쟁 이후
기원전 403년에 아기스의 공동통치자 파우사니아스가 아테네 30인 정권을 지원하기 위해 아티카에 보냈지만 빈손으로 돌아 왔을 때, 파우사니아스는 고소를 당했다. 이때 아기스는 유죄에 투표했지만, 결국 파우사니아스는 무죄가 되었다. 기원전 401년 스파르타는 펠로폰네소스 전쟁 당시 스파르타에 대한 적대행위를 한 엘리스에게 종속과 도시의 독립을 강요했지만 엘리스가 거부했기 때문에 아기스가 이끄는 군대가 엘리스를 침공했다. 이때 지진이 일어났기 때문에 물러났지만, 이듬해에는 보이오티아와 코린트를 제외하고 아테네를 포함한 전 동맹군을 이끌고 다시 엘리스를 침공했다. 같은 해 또는 이듬해 스파르타와 엘리스 사이에서 강화가 성립되었고, 엘리스는 많은 도시를 내놓아 스파르타와 동맹을 맺었다. 그러나 스파르타로 가는 도중에 그는 아르카디아의 헤라크레아에서 구역질을 했으며, 스파르타에 도착 며칠 전에 죽었다. 그의 시신은 유례없는 엄숙함과 장려함 속에 묻혔다.
아기스는 레오티키데스라는 아이가 있었지만, 알키비아데스와 아기스 아내 티마이아와 사이에 태어난 자식이라고 의심했기 때문에 아기스의 다음 왕위에 오른 것은 아게실라오스 2세였다.